# Tisíckráte
Tisíckráte je české katolické satirické internetové periodikum. Název odkazuje na známou českou mariánskou poutní píseň Tisíckráte pozdravujem tebe, jejíž přehrávání se spouští při navštívení úvodní stránky. Tvůrce projektu zůstává v anonymitě, používá anonym Felix Kulpa (či Culpa), na projektu se podílejí i další lidé vystupující pod stejným pseudonymem. Redakce má 21 členů. Italské motto stránky zní: „Se non è vero, è ben trovato.“ (česky „Pokud to není pravdivé, je to dobře vymyšlené.“). Dalším mottem je „Nikdo nám nepíše, co budeme diktovat“, které se nápadně podobá sloganu Parlamentních listů „Nikdo nám nediktuje, o čem smíme psát“.

## Obsah
Humor Tisíckráte je zaměřen především na české katolické prostředí a odtud se rekrutuje i většina čtenářů, další čtenáři bývají z různých protestantských církví. Stránka má také facebookový profil, na kterém ji sleduje přes 7200 lidí.
K vytvoření webu autory inspirovala touha po kvalitním církevním zpravodajství. Název jako odkaz na poutní mariánskou píseň zvolili záměrně: „Píseň Tisíckráte pozdravujeme tebe je jedna z nejkrásnějších písní, která se v českých kostelech zpívá, a vyjadřuje to naši sounáležitost s církevním prostředím.“ Tvůrci chtějí zůstat v anonymitě, aby vynikl obsah webu, nikoliv autoři článků.
Autoři tvrdí, že jejich cílem je pobavení, nikoliv zesměšnění nebo ublížení, a tvrdí, že „nechtějí být zlí“. Jeden článek již dokonce na opakovanou žádost dotčené osoby z webu stáhli. Motivem pro jejich tvorbu je údajně i hlubší poznání církve. Autoři se stylizují do role investigativních novinářů, kteří odhalují zamlčovaná témata v církvi.
Při návštěvě ředitele vatikánského Sekretariátu pro komunikaci Daria Edoarda Vigana mu byl web prezentován. Viganò následně prohlásil s vážnou tváří: „Ano, to píšu já, já jsem Felix Kulpa,“ a pak se rozesmál.

## Zveřejněné zprávy
Mezi zveřejněné smyšlené zprávy patřily články:
- o petici za zákaz účasti dětí na mších svatých[11]
- o starých kadidelnicích nesplňujících emisní limity[12]
- o přibalení zápalek do vydání Katolického týdeníku na svátek Jana Husa[4][6]
- o Václavu Malém, který získal medaili na mistrovství světa ve sloužení mše svaté[13]
- o údajném svatořečení Mirka Dušína[14]
- o hledání „marnotratného syna“ Jie Ťien-minga[15]

Internetový deník Blesk.cz uvěřil zprávě o zápalkách ve vydání Katolického týdeníku a zprávu uveřejnil jako skutečnou. Po zjištění skutečnosti zprávu z webu odstranil.
Podobně si vedl i deník Týden.cz, který zase uvedl zprávu o údajném předvolání Jiřího Stracha a Dominika Duky k církevnímu soudu za hanobení křesťanství ve filmu Anděl Páně 2, kterého se podle Tisíckráte dopustili. I v tomto případě došlo k následnému odstranění zprávy. Jiří Strach však na svém facebookovém profilu událost glosoval vyjádřením: „A hurá do Kostnice!!!“ Stejnou zprávu zveřejnil i server Krajskelisty.cz (pobočka Parlamentních listů), který následně na konci článku uvedl, že se jedná o satirickou zprávu.

## Ocenění
V dubnu 2018 získal web ocenění Magnesia Litera v kategorii „Blog roku“. V roce 2017 byl web na stejnou cenu nominován.